# Polo aquático nos Jogos Pan-Americanos de 2007
O polo aquático nos Jogos Pan-Americanos de 2007 foi realizado entre os dias 21 e 26 de julho, para a competição masculina, e 14 e 20 de julho, para a feminina. O local de disputa foi o Parque Aquático Júlio Delamare, localizado no Complexo Esportivo do Maracanã.

## Países participantes
Um total de 9 delegações enviaram equipes para as competições de polo aquático. Cinco delas participaram tanto do torneio masculino quanto do feminino.
| - ARG Argentina (12) - BRA Brasil (26) - CAN Canadá (26) - COL Colômbia (13) - CUB Cuba (26) | - USA Estados Unidos (26) - MEX México (13) - PUR Porto Rico (26) - VEN Venezuela (13) |

## Calendário
| Julho         | 12 | 13 | 14 | 15 | 16 | 17 | 18 | 19 | 20 | 21 | 22 | 23 | 24 | 25 | 26 | 27 | 28 | 29 | T |
| ------------- | -- | -- | -- | -- | -- | -- | -- | -- | -- | -- | -- | -- | -- | -- | -- | -- | -- | -- | - |
| Polo aquático |    |    |    |    |    |    |    |    | 1  |    |    |    |    |    | 1  |    |    |    | 2 |

## Medalhistas
| Evento             | Ouro | Prata | Bronze |
| ------------------ | --- | --- | --- |
| Feminino detalhes  | Elizabeth Armstrong Heather Petri Erika Figge Brenda Villa Ashley Lauren Wenger Natalie Golda Patty Cardenas Jessica Steffens Elsie Windes Alison Gregorka Moriah van Norman Kami Craig Jaime Hipp USA Estados Unidos | Rachel Riddell Krystina Alogbo Sandra Lizé Emily Csikos Joelle Bekhazi Rosanna Tomiuk Cora Campbell Dominique Perreault Alison Braden Christine Robinson Tara Campbell Marina Radu Whynter Lamarre CAN Canadá | Mairelis Zunzunequi Yunieska Diago Yadira Oms Hirovis Hernández Danay Gutiérrez Yamira Caballero Adriana Garlobo Olga Soler Yanelis Andreu Lisandra Frometa Leyanis Gutiérrez Neldys Truffin Cheila Gómez CUB Cuba |
| Masculino detalhes | Merrill Moses Peter Varellas Peter Hudnut Jeff Powers Adam Wright Daniel Hewko Ronald Beaubien Tony Azevedo Ryan Bailey Thomas Hopkins Jesse Smith John Mann Genai Kerr USA Estados Unidos                            | André Cordeiro Vicente Henriques Gabriel Rocha Lucas Vita André Raposo Roberto Seabra Rodrigo Santos Leandro Machado Erik Seegerer Felipe Franco Daniel Mameri Bruno Nolasco Luis Santos BRA Brasil           | Robin Randall Constantine Kudaba Andrew Robinson Kevin Mitchell Kevin Graham Thomas Marks Brandon Jung Dan Stein Aaron Feltham Noah Miller Jean Sayegh Nathaniel Miller Nic Youngblud CAN Canadá                   |

## Quadro de medalhas
| Ordem | País               | Medalha de ouro | Medalha de prata | Medalha de bronze |   |
| ----- | ------------------ | --------------- | ---------------- | ----------------- | - |
| 1     | USA Estados Unidos | 2               |                  |                   | 2 |
| 2     | CAN Canadá         |                 | 1                | 1                 | 2 |
| 3     | BRA Brasil         |                 | 1                |                   | 1 |
| 4     | CUB Cuba           |                 |                  | 1                 | 1 |
| TOTAL | TOTAL              | 2               | 2                | 2                 | 6 |